# Niccolò Ciafaglione
Niccolò Ciafaglione (Alcamo, 22 agosto 1716 – 31 marzo 1789) è stato un arcivescovo cattolico italiano.

## Biografia
Ciafaglione, duca di Villabuona e primogenito del duca Ignazio e della duchessa Donna Flavia Fraccia, nacque ad Alcamo il 22 agosto 1716. 
Fin dall'infanzia dedicò il suo tempo allo studio dei classici;  essendosi distinto molto negli studi umanistici, quando entrò nel Collegio Carolino di Palermo, venne dichiarato primo Principe dell'Accademia degli Argonauti, fondata nel 1731 dai Padri Gesuiti Anton M.Ludi e Emanuele Anguilera della Compagnia di Gesù.
Gli studi presso il Collegio, comunque, non lo avevano allontanato dalla passione per i classici, come scriveva nel 1782 il Triolo Galifi, nel dedicargli il I libro dei carmi di Sebastiano Bagolino:
Minerva cum Apolline consociare semper tibi cordi fuit.
Nel mese di aprile del 1747 Ciafaglione si sposò con la giovane Maddalena Alberti, figlia di Francesco che era capitano dell'esercito tedesco; il matrimonio si sciolse in breve tempo e Niccolò intraprese la carriera ecclesiastica.
Conseguì la laurea in entrambe le leggi e si mostrò un presbitero integgerrimo e culturalmente preparato.
Mantenne in modo lodevole diversi incarichi a Palermo, fu anche Inquisitore Consultore del Santo Uffizio e nel 1780 fu scelto da Papa Pio VI come capo della chiesa metropolitana di Messina.
Il 7 maggio 1780 venne consacrato arcivescovo a Palermo, e il 29 maggio prese possesso della Diocesi di Messinaː nei primi mesi del suo arcivescovado, Monsignor Ciafaglione ebbe il piacere (e l'onore) di annunziare ai fedeli della diocesi che Sua Santità Papa Pio VI aveva nominato la commissione per avviare la causa di beatificazione della venerabile Suor Eustochia Calafato Romano. 
Tale notizia, logicamente, destò enorme entusiasmo nel popolo messinese: si susseguirono in diverse chiese e monasteri legati alla Santa e ai padri Francescani; purtroppo pochi mesi dopo i decreti papali del 1782, ci fu un forte sisma.
Ciafaglione si comportò come un Pastore devoto, saggio e generoso, soprattutto durante il Terremoto di Messina del 1783 che portò alla distruzione di parti del Duomo, del Palazzo Reale, del Seminario e dell'Arcivescovado, oltre a diverse chiese, monasteri, conventi ed abitazioni private.
Trovandosi lo stesso in visita pastorale a Milazzo, l'Arcivescovo inviò aiuti alla città e, non appena gli fu possibile rientrare a Messina, donò i suoi averi e l'argenteria per ricostruire il Seminario e in favore dei bisognosi. Infatti, poiché il Seminario era andato distrutto, l'Arcivescovo Ciafaglione chiese ed ottenne il permesso da parte del Re Ferdinando III di Sicilia di costruirne uno nuovo accanto al Palazzo Arcivescovile. La sua costruzione venne completata sotto Mons. Gaetano Garrasi (1792-1817), su disegni dell’architetto sacerdote Francesco Saverio Basile di Messina.
Monsignor Ciafaglione si interessò molto a favore degli studi, tant'è che lo storico Scinà scrive di lui: La chiesa di Messina moderava in quel tempo Niccolò Ciafaglione da Alcamo, che era stato caro al Testa, e nelle buone lettere e segnatamente nelle latine prestantissimo. Molto quindi pregiava lo studio delle amene lettere, e l'opera aiutava di Agostino Cardillo (allora ministro in Messina), che pieno di entusiasmo nel promuovere la cultura e gl'ingegni avvivava nell'Accademia Peloritana.
Nel 1785 fu però colpito da una grave malattia che lo portò alla paralisi agli arti e gli coprì il corpo con la Scabbiaː morì il 31 marzo 1789, fra il compianto di tutta la diocesi. Dopo i solenni funerali, venne sepolto all'interno del Duomo.

### Opere
- Prefazione all'opera di Francesco Testa, arcivescovo di Monreale: De vita et rebus gestis Federici II Siciliae Regis; Panormus, 1775 in fol., stampata a cura del Ciafaglione e di Gregorio Speciale.[1]
- Epistola ad clerum populumque suum (lettera pastorale)

## Genealogia episcopale
La genealogia episcopale è:
- Cardinale Scipione Rebiba
- Cardinale Giulio Antonio Santori
- Cardinale Girolamo Bernerio, O.P.
- Arcivescovo Galeazzo Sanvitale
- Cardinale Ludovico Ludovisi
- Cardinale Luigi Caetani
- Cardinale Ulderico Carpegna
- Cardinale Paluzzo Paluzzi Altieri degli Albertoni
- Papa Benedetto XIII
- Papa Benedetto XIV
- Papa Clemente XIII
- Cardinale Enrico Benedetto Stuart
- Arcivescovo Francesco Ferdinando Sanseverino, C.P.O.
- Arcivescovo Niccolò Ciafaglione